# Xatrac reial africà
El xatrac reial africà (Thalasseus albididorsalis) és una espècie d'ocell de la família dels làrids (Laridae). Fins al 2020 es considerava una subespècie del xatrac reial bec-roig (Thalasseus maximus albididorsalis) del Nou Món.

## Descripció
El xatrac reial africà és un dels tres xatracs emplomats més grossos, juntament amb el xatrac reial i el xatrac reial becgroc (Thalasseus bergii). La cua és lleugerament bifurcada i el bec de l'adult és llarg i taronja. Fa uns 50 cm de llarg, amb una envergadura d'entre 125 i 135 cm, i pesa entre 320 i 440 g amb un pes mitjà de 367 g. En plomatge reproductor, la part inferior és blanca i la superior grisa platejada; la part superior del cap és negra amb una cresta peluda a la part posterior. Com en tots els xatracs Thalasseus, les plomes principals són platejades quan són joves, però aviat es tornen negroses amb el desgast. Les potes de l'adult són negres. El plomatge adult no reproductor és similar, excepte que el negre del cap es limita a la cresta. Els juvenils tenen un plomatge variable; la part inferior és blanca i les parts superiors amb ratlles i taques, i el bec és més petit i de color groc més pàl·lid; les potes poques vegades són negres, però poden ser verdes, grogues o rosades.

## Distribució
Se sap que el xatrac reial africà només cria en unes poques illes davant la costa d'Àfrica entre Mauritània, Senegal i Gàmbia, tot i que se sospita que també cria fins a Nigèria. Durant l'època no reproductora es pot trobar al llarg de la costa des del Marroc fins a Namíbia.

## Dieta
Com tots els xatracs Thalasseus, el xatrac reial africà s'alimenta de peixos i gambes bussejant, generalment en aigües costaneres i de marea poc profundes. Normalment, es capbussa directament, i no "esglaonat" com l'utilitzat pel xatrac àrtic (Sterna paradisaea). L'aliment conegut inclou membres de la família dels clupèids, mugílids, hemúlids, caràngids i efípids.

## Estat de conservació
La població a principis de la dècada de 1990 era d'unes 25.000 parelles, amb la colònia més gran de 10.000 parelles. La UICN encara no ha avaluat el seu estat. Igual que amb altres xatracs Thalasseus, l'hàbit de niar en colònies denses el fa altament susceptible a la grip aviària altament patògena (HPAI), amb més de 10.000 morts en un brot a Gàmbia i Senegal a la primavera del 2023.

## Taxonomia i sistemàtica
El xatrac reial africà fou descrit per primera vegada per l'ornitòleg alemany Ernst Johann Otto Hartet l'any 1921.
Durant molt de temps es va pensar que el xatrac reial africà era una subespècie de xatrac reial. Un estudi publicat el 2005 va mostrar que està més estretament relacionat amb el xatrac bengalí (T. bengalensis), i una publicació del 2017 va confirmar i ampliar aquests resultats. La Unió Internacional d'Ornitòlegs la va acceptar com a espècie de ple dret en la publicació de la versió 10.1 el gener de 2020, i l'American Ornithological Society va seguir l'exemple el 30 de juny de 2020, així com la Llista Clements i eBird